# Antoine Bernede
Antoine Bernede (Parijs, 26 mei 1999) is een Frans voetballer die bij voorkeur als vleugelspeler speelt. Hij stroomde in 2018 door vanuit de jeugd van Paris Saint-Germain. In februari 2019 tekende hij een contract bij de Oostenrijkse club Red Bull Salzburg.

## Clubcarrière
Bernede is een jeugdproduct van Paris Saint-Germain. Op 4 augustus 2018 debuteerde de linksbenige middenvelder in de Supercup tegen AS Monaco. Hij viel na 74 minuten in voor Thiago Silva. PSG won de Trophée des Champions met 4-0.

## Interlandcarrière
Bernede kwam reeds uit voor meerdere Franse nationale jeugdselecties. In 2017 debuteerde hij in Frankrijk –19.